# Phorotrophus solitarius
Phorotrophus solitarius là một loài tò vò trong họ Ichneumonidae.